# Schachverein

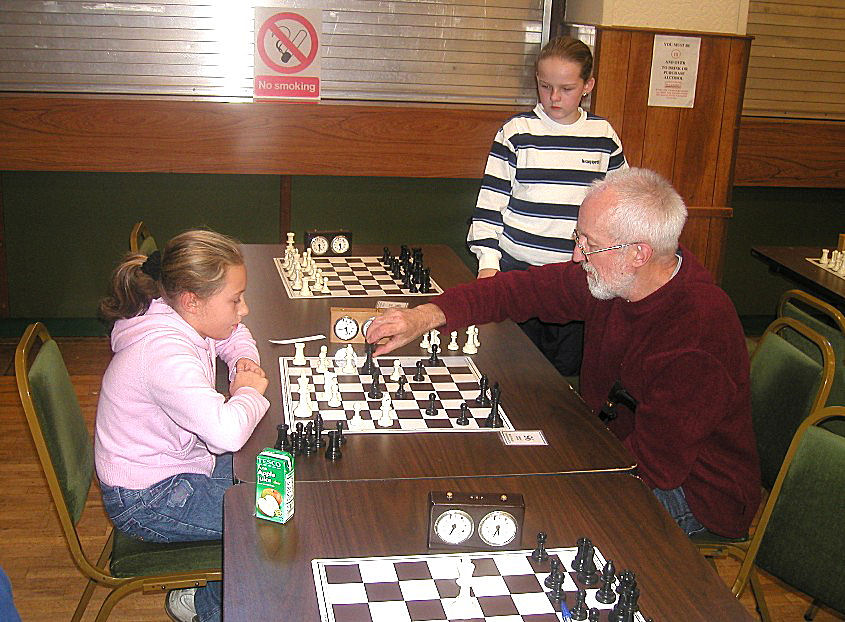
Treffen der Generationen im Schachverein

Ein Schachverein (auch Schachklub) ist ein Verein, dessen Zweck die Pflege des Schachspiels ist. Vereinsschachspieler sind entweder in selbständigen Vereinen oder in den Schachabteilungen von Sportvereinen organisiert. Schachvereine und -abteilungen sind ferner in Schachverbänden zusammengeschlossen.
Die Organisation des Schachlebens in Vereinen – anstelle des lange vorherrschenden Spiels in Kaffeehäusern – hat im deutschsprachigen Raum eine große Tradition. Nach dem Ersten Weltkrieg waren die Vereine insbesondere für das Aufleben des Mannschaftsschachs von entscheidender Bedeutung.
Schachvereine haben meist einmal wöchentlich einen Vereinsabend, an dem verschiedene vereinsinterne Schachturniere ausgerichtet werden, aber auch Gelegenheit zum freien Spiel ist. Sie nehmen meist an den Mannschaftskämpfen der Schachverbände teil. Eine Mannschaft wird normalerweise aus acht Spielerinnen und Spielern gebildet. Kleine Vereine stellen nur eine Mannschaft, während die größten Vereine mit zehn oder mehr Mannschaften am organisierten Spielbetrieb teilnehmen.
Im deutschen Steuerrecht ist die Förderung des Schachspiels gemäß § 52 Absatz 2 Punkt 21 der Abgabenordnung ein gemeinnütziger Zweck.
In Deutschland gibt es ungefähr 87.000 aktive Schachspieler, die in rund 2.300 Schachvereinen organisiert sind. Unter dem Deutschen Schachbund gibt es in jedem Bundesland einen oder zwei Landesverbände. Die Landesverbände wiederum sind in der Regel nach dem Regionalprinzip weiter in Bezirke und Kreise unterteilt.
1920 wurde der Österreichische Schachbund in Wien gegründet. 
Der Schweizer Schachbund (SSB) entstand durch die Fusion des 1889 gegründeten Schweizerischen Schachverband (SSV) und des 1923 gegründeten Schweizerischen Arbeiterschachbundes (SASB). Er vertritt 5893 Mitglieder und 238 Schachclubs.

## Geschichte der Schachvereine

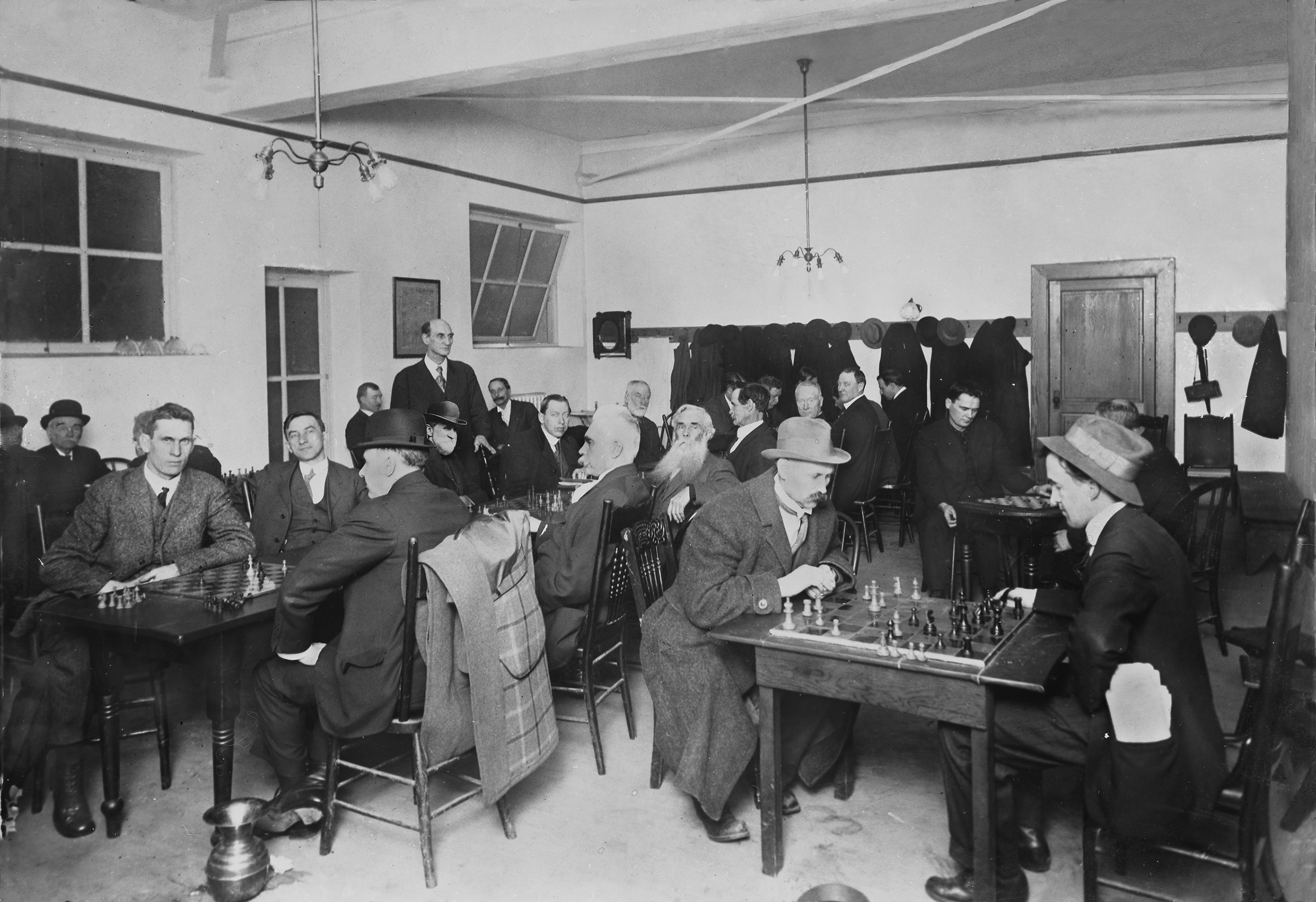
Spielabend beim Schachklub in der Stadt Portland (Oregon) im Jahr 1914

### Anfänge in der Zeit der Aufklärung
In den europäischen Metropolen London und Paris existierten Schachvereine bereits im 18. Jahrhundert in Verbindung mit den jeweils führenden Kaffeehäusern oder Gaststätten, in denen Schach gespielt wurde. Der älteste Klub dieser Art befand sich in Slaughter's Coffee House. In den 1770er Jahren gibt es Nachrichten über zwei neue Londoner Vereine, von denen der 1774 gegründete Parsloe's oder London Chess Club eng mit dem Namen Philidors verbunden war. Auch im deutschen Sprachraum wurde das Schach in privaten Zirkeln, Lesegesellschaften und Kaffeehäusern gepflegt. Die älteste Berliner Aufklärungsgesellschaft, der 1749 gegründete Montagsclub, verwies als erster deutscher Verein in seinen 1787 verfassten Vereinsstatuten explizit auf das Schachspiel: Außer dem Schach-Spiel wird in dem Klub kein anderes Spiel geduldet. Im Jahr 1803 gründete ein Kreis um Johann Gottfried Schadow einen Schachklub in Berlin, der bis 1847 bestand. Mitglieder dieser Vereine waren damals überwiegend Beamte, Adlige, Kaufleute und Offiziere. Diese frühen Schachklubs hatten jedoch langfristig keinen Bestand.

### Älteste heute noch bestehende Schachvereine
Der weltweit älteste heute noch existierende Verein ist die 1809 gegründete Schachgesellschaft Zürich. In Deutschland ist dies die Berliner Schachgesellschaft von 1827, der unter anderem Paul Rudolf von Bilguer, Tassilo von Heydebrand und der Lasa und Emanuel Lasker angehörten. In den Niederlanden besteht seit 1822 die Amsterdamsch Schaakgenootschap. Der erste Schachverein Österreichs war die 1857 gegründete Wiener Schachgesellschaft, deren Nachfolger, der Wiener Schachklub, 1938 aufgelöst wurde. Heute ist der älteste (seit 1877) bestehende Verein die Grazer Schachgesellschaft.
Die 10 ältesten deutschen Schachvereine:
1. Berliner Schachgesellschaft 1827 Eckbauer e. V.
2. Hamburger SK von 1830
3. Münchener SC 1836
4. Elberfelder Schachgesellschaft 1851
5. Krefelder Schachklub Turm 1851 e. V.
6. Karlsruher Schachfreunde von 1853
7. Düsseldorfer Schachverein von 1854
8. Schachclub Ansbach 1855
9. Aachener Schachverein 1856
10. SK 1858 Gießen

Die ältesten Schachvereine Österreichs:
1. Wiener Schachgesellschaft 1857[4]
2. SC Hakoah Wien 1909
3. SK Baden 1922
4. ATSV Wolfsberg 1923
5. SK Hohenems 1926

Die ältesten Schweizer Schachvereine:
1. Schachgesellschaft Zürich 1809
2. Schachgesellschaft Winterthur 1865
3. Schachklub Luzern 1875
4. Schachklub Riesbach 1924[5]
5. SG Riehen 1928
6. SV Wollishofen 1933

### Vereinswettkämpfe

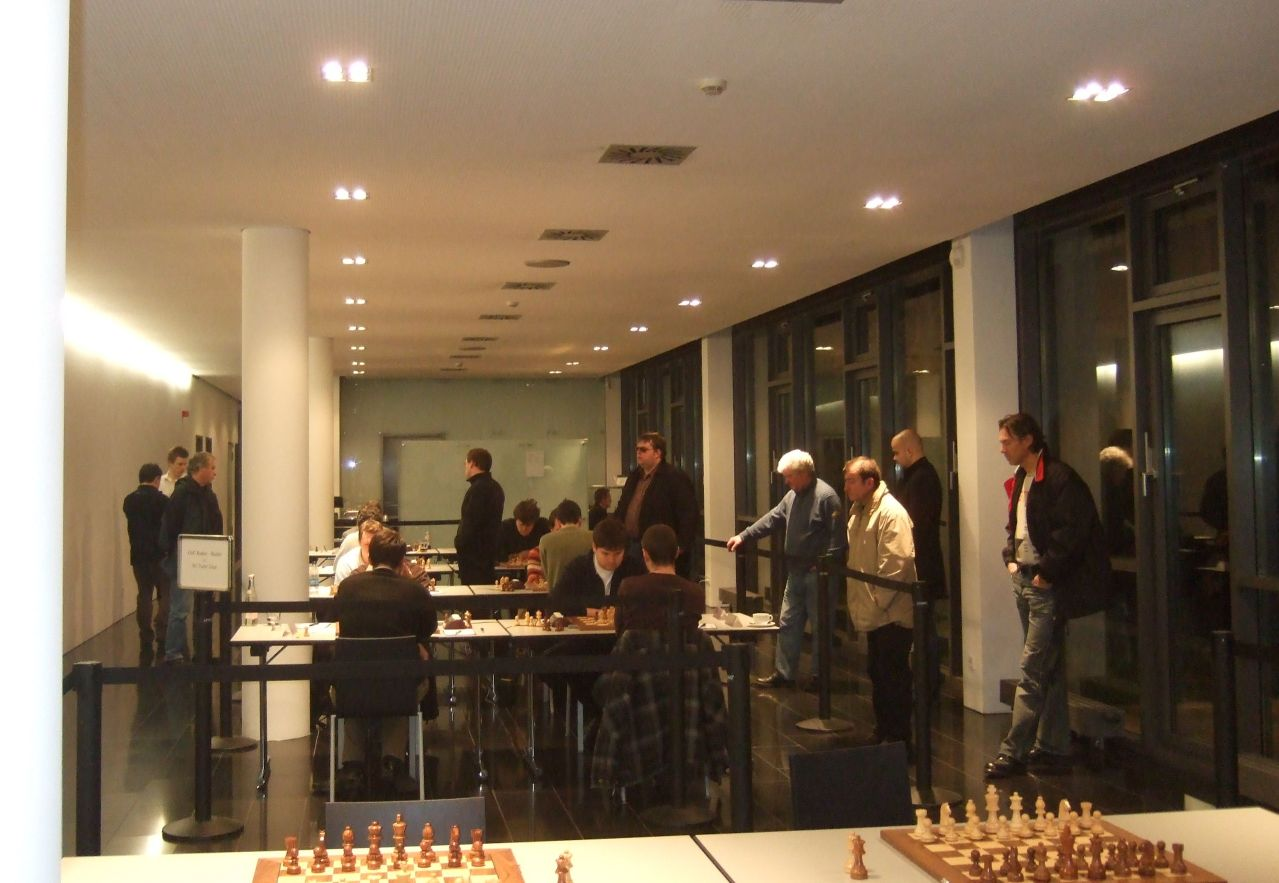
Bundesligakampf (2007) in Baden-Baden

Im 19. Jahrhundert pflegten Schachvereine, da direkte Wettkämpfe wegen der räumlichen Entfernung schwierig waren, teilweise über Landesgrenzen hinweg ihre Kräfte in Korrespondenzpartien zu messen. Dies förderte die Beschäftigung mit der Schachtheorie und speziell den Eröffnungen. Der nächste Schritt war die Entstehung der ersten überregionalen Schachorganisationen, in denen sich die Vereine zusammenschlossen. Allmählich bildete sich das moderne Mannschaftsschach heraus. In einer Anzahl von Ländern bestehen heute mehrstufige Ligensysteme. An der Spitze der Spielklassen steht in Deutschland seit 1980 die aus sechzehn Mannschaften bestehende Schachbundesliga. Jährlich wird eine Europameisterschaft der Vereine ausgetragen.

### Frauen in Schachvereinen
Die Teilnahme von Frauen wurde erst spät möglich. Ein erster kurzlebiger „Ladies Chess Club“ wurde 1847 in Kensington im Westen Londons unter dem Namen The Penelope Club ins Leben gerufen. Der erste deutsche Damenschachverein entstand 1886 im Schachdorf Ströbeck, dem zwei Jahre spätere ein weiterer Damenverein im elsässischen Colmar folgte. Die Trennung nach Geschlecht wurde in der Folgezeit abgeschwächt. Der erste deutsche „Männerverein“, der eine Frau aufnahm, war 1885 der Münchener Schachclub. Später wurden im Rahmen der bestehenden Vereine teilweise gesonderte Damenturniere und Frauenmannschaften eingerichtet.

### Arbeiter in Schachvereinen
Die Schicht der Arbeiter war zunächst in den Vereinen bürgerlichen Charakters indirekt ausgeschlossen, was neben den bestehenden sozialen Schranken mit der Höhe der verlangten Mitgliedsbeiträge zusammenhing. Zu Beginn des 20. Jahrhunderts entstanden die ersten Arbeiterschachvereine. Diese organisierten einen für Arbeiterschachvereine eigenständigen Spielbetrieb und überregionale Einzel- und Mannschaftsmeisterschaften.

### Schachvereine in der Zeit des Nationalsozialismus
Im Jahr 1933 wurde die Schachorganisation von den neuen nationalsozialistischen Machthabern gleichgeschaltet. Alle Schachvereine mussten dem Großdeutschen Schachbund beitreten oder wurden aufgelöst. Juden mussten aus den Vereinen ausgeschlossen werden.